# Niederhofer Kohlenweg
Der Niederhofer Kohlenweg führte von Niederhofen im Dortmunder Süden über Fernhandelsstraßen zur Saline Königsborn in Unna. 
Bis heute gibt es in Dortmund eine gleichnamige Straße, die auch den Anfang des historischen Wegs bildete.